# Open Government Partnership

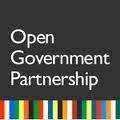
Het logo van Open Government Partnership

Open Government Partnership (OGP) is een multilateraal samenwerkingsverband van landen uit de hele wereld, gericht op het bevorderen van een 'open overheid'. Deelnemende landen committeren zich met hun lidmaatschap eraan om transparantie te bevorderen, burgerparticipatie te verhogen en corruptie tegen te gaan en om nieuwe technologieën in te zetten om overheden opener, effectiever en meer afrekenbaar te maken en de dienstverlening naar burgers te verbeteren. Op 20 september 2011 kwamen wereldleiders bij elkaar voor de lancering van het Open Government Partnership. Inmiddels (juni 2025) hebben zich 75 landen en 150 lokale overheden aangesloten.

## Actieplannen
Aangesloten landen moeten tweejaarlijks actieplannen maken, waarin zij middels concrete actiepunten (commitments) en mijlpalen aangeven hoe zij in de planperiode open overheid gaan bevorderen. De doelen moeten concreet en meetbaar worden geformuleerd. De landen rapporteren jaarlijks via zelfevaluatie over de stand van zaken.

## Independent Reporting Mechanism
Het Independent Reporting Mechanism (IRM) is een afdeling binnen OGP. Deze huurt lokale onafhankelijke onderzoekers, independent researchers, in om jaarlijks onafhankelijk te rapporteren over de voortgang en afronding van de actieplannen. Zij spreken daartoe uitgebreid met betrokken maatschappelijke organisaties, burgers en de organisaties die de actiepunten uitvoeren. Zij rapporteren aan IRM, die vervolgens het rapport opstelt. De conceptrapporten worden online geplaatst, waarna iedereen erop kan reageren. Pas na uitgebreide review en inspraak, zijn de rapportages definitief.

## Nederland
Nederland sloot zich in 2012 aan bij OGP en heeft twee actieplannen afgerond. Deze zijn door het Independent Reporting Mechanism (IRM) van OGP onderzocht. De resultaten ervan bleven volgens de onafhankelijke rapporteurs (independent researchers) achter bij de verwachtingen. De reden was vooral dat de doelen die de Nederlandse overheid zichzelf had gesteld, te vaag waren om te controleren. Verslaglegging en verantwoording ontbraken soms volledig. Ook bleek dat de gestelde doelen in strijd met de regels van OGP werden ingeruild voor nieuwe initiatieven. Sommige actiepunten waren in het geheel niet uitgevoerd.
Het eerste Actieplan Open Overheid 2013-2014 bevatte achttien doelen. Uit het eerste rapport bleek dat een groot deel ervan onduidelijk en niet te onderzoeken was. In oktober 2015 stond in het eindrapport dat een aantal doelen was behaald, zoals de online wetgevingskalender. De meeste andere doelen bleken niet te onderzoeken of niet behaald. Na de afronding van het eerste actieplan besloot de overheid om twee planjaren over te slaan.
Het tweede Actieplan Open Overheid 2016-2018 bevatte negen doelen, waarin de prioriteiten van maatschappelijke organisaties en burgers voor open overheid amper terugkwamen. Het plan bevatte grotendeels nieuwe doelen, waarvan een aantal lokale. Omdat dit vanuit de rijksoverheid niet te verplichten viel, bleven naleving en rapportage achter. De volgens de regels van OGP verplichte consultatie van maatschappelijke organisaties is gedurende de looptijd niet gehouden. Aanbevelingen uit het eerste rapport van OGP werden niet overgenomen.
Uit het tussentijdse rapport over het tweede actieplan bleek dat ook in het tweede plan de controleerbaarheid van de uitvoering een groot probleem was. In 2017-2018 heeft OGP vastgesteld dat er mogelijk van alles is gedaan, maar dat daarover, ook bij navraag, geen informatie was.
Hoewel de Independent Researcher al in september 2018 het eindonderzoek gereed had, wat uiterlijk maart 2019 in definitieve gepubliceerd had moeten zijn, is door gebrek aan medewerking nog geen rapport formeel gepubliceerd. Begin maart 2019 heeft OGP Minister Ollongren in de gelegenheid gesteld om nadere informatie aan te leveren. In mei 2019 is er nog geen conceptrapport verschenen.
Het derde actieplan had uiterlijk september 2018 op de website van OGP moeten staan. Pas in maart 2019 is er een Engelstalig concept en een Nederlandstalige folder gepubliceerd op de website. Volgens de researcher ontbreken ook in het derde rapport controleerbaarheid, specificiteit en meetbaarheid. Hoe de middelen waarmee de projecten vanaf 2013 zijn gefinancierd zijn besteed, of de projecten zijn afgerond en wat de impact is geweest, is in veel gevallen niet te achterhalen.

## Independent reseachers Nederland
De eerste independent researcher voor Nederland was dr. Frans Jorna. Hij deed onderzoek voor het eerste tussentijdse rapport.
De tweede independent researcher was Caroline Raat, geaffilieerd met Transparency International Nederland. Zij voerde het onderzoek voor het tweede tussendtijdse rapport eerste en tweede eindrapport uit.

## België
België is niet aangesloten bij Open Government Partnership.